# Diecezja Juazeiro
Diecezja Juazeiro (łac. Dioecesis Iuazeiriensis) – diecezja Kościoła rzymskokatolickiego w Brazylii. Należy do metropolii Feira de Santana, wchodzi w skład regionu kościelnego Nordeste III. Została erygowana przez papieża Jana XXIII bullą Christi Ecclesia w dniu 22 lipca 1962.